# Николаевский район (Львовская область)
Никола́евский райо́н (укр. Миколаївський район) — упразднённая административная единица Львовской области Украины. Административный центр — город Николаев.

## История
23 сентября 1959 года к Николаевскому району были присоединены части территорий упразднённых Комарновского и Меденицкого районов. Упразднён 30 декабря 1962 года, восстановлен 8 декабря 1966 года

## Достопримечательности
- Стольское городище белых хорватов.

## Население
По результатам всеукраинской переписи населения 2001 года в районе проживало 94,5 тысяч человек (100,5 % по отношению к переписи 1989 года), из них русских — 1,4 тысяч человек (1,5 %) и поляков — 0,1 тысяч человек (0,1 % по отношению ко всему населению).